# Trophée Terre
 (janvier 2012).
Si vous disposez d'ouvrages ou d'articles de référence ou si vous connaissez des sites web de qualité traitant du thème abordé ici, merci de compléter l'article en donnant les références utiles à sa vérifiabilité et en les liant à la section « Notes et références ».
Le Trophée Terre est un raid multisports organisé chaque année par des membres de l’association étudiante Course Croisière EDHEC (CCE) qui organise l’événement du même nom.

## Présentation
Le Trophée Terre  est l’une des trois compétitions sportives proposée par la CCE avec le Trophée Mer et le Trophée Sable. Il se déroule sur sept jours par équipe de quatre à cinq personnes et propose une dizaine de sports différents : course à pied, VTT, run and bike, tir à l’arc, tir à la carabine, course d’orientation, canoë-kayak, escalade, descente en rappel, cross urbain. Le Trophée Terre s’adresse à la fois aux amateurs et aux sportifs avérés. Il a regroupé 900 participants sur la 50e édition de la CCE.

## Fonctionnement du Trophée Terre
Affilié à la Fédération française des raids multisports, le Trophée Terre (TT) a vu des athlètes parrainer certaines de ses éditions : pour la 45e édition de la Course Croisière EDHEC (CCE) (20e édition du Trophée Terre) par exemple, le parrain du Trophée Terre était Kenny Belaey, quatre fois champion du monde de trial. Le Trophée Terre propose deux niveaux de difficulté différents : un parcours découverte et un parcours expert. Les participants sont récompensés tous les soirs selon trois classements : féminin, masculin et mixte. Les premiers du classement se voient alors attribuer un maillot jaune. Chaque jour, du dimanche au samedi, les épreuves ont lieu dans la région autour du port d’accueil de la Course Croisière EDHEC, mêlant différents sports et permettant aux participants de découvrir les plus beaux paysages du coin. Il existe néanmoins des journées à thème telles que :  
- le « prologue » : Le dimanche constitue la première journée du Trophée Terre. Moins intensive que les autres épreuves, il s’agit d’une journée introductive donnant le départ du Trophée Terre. Lors de la 50e édition de la CCE, les participants du TT ont réalisé un trail urbain dans Brest les amenant à découvrir le centre-ville historique et le port ;

- le « mud contest »[6] a lieu le lundi. Mis en place lors de la 49e édition de la CCE, le mud contest s’inspire du The Mud Day. Rassemblant aussi les participants du Trophée Sable, il s’agit d’un parcours du combattant d’une dizaine de kilomètres parsemé d’obstacles (ex : lianes, des murs de rondins, des tunnels partiellement immergés), de fossés et de champs escarpés ;

- le « bivouac »[7] : il prend place après la matinée d’épreuve du mardi. Le bivouac propose une après-midi d'activités et une soirée dans un lieu atypique. Les participants du Trophée Terre ont pu camper lors des précédentes éditions au château de la Rochecorbon, au fort La Prée sur l’île de Ré, au fort de Bertheaume. Au cours de l’après-midi, des activités comme un cracheur de feu, un spectacle de slackline, du kinball et du paintball sont proposées. Un dîner, un lâcher de lanternes concert ainsi qu’un concert en plein air sont organisés ensuite au cours de la soirée. Le but est de créer une ambiance différente de toutes les autres soirées de la semaine ayant lieu sous le chapiteau du Village de la CCE ;
- la « finale » : chaque année, le Trophée Terre finit dans une partie de la région pour les qualifiés. En 2017, lors de la 24e édition, à Arzon, l’arrivée de la finale a eu lieu sur l’Île-aux-Moines.

### Les objectifs du Trophée Terre
Les objectifs se déclinent comme suit :
- faire découvrir aux participants et mettre en valeur des sites et les sensibiliser à leur protection notamment écologique ;
- renforcer l’image sportive de l’événement ;
- réaliser une fusion Terre-Mer renforçant la spécificité de l’événement.

### Chronologie
- 1994 : création du Trophée Terre (TT).
- 1995 : la 2e édition du TT rassemble 52 équipes.
- 2010 : lancement de la soirée « bivouac », à l'occasion de la 16e édition.
- 2014 : mise en place d’activités lors de la soirée « bivouac » (concerts, lâcher de lanternes, hypnotiseur, concours de dégustation d’insectes).
- 2015 : création de deux parcours, le parcours découverte et le parcours sportif.
- 2017 : création du « mud contest ».
- 2018 : participation record pour le 50e anniversaire de la Course Croisière EDHEC et le 25e anniversaire du Trophée Terre[8] avec 200 équipes regroupant 906 participants.